# ماريا آنا من بافاريا (1616-1574)
ماريا آنا من بافاريا (بالألمانية: Maria Anna von Bayern)‏ (18 ديسمبر 1574 - 8 مارس 1616) هي ابنة فيلهلم الخامس، دوق بافاريا وريناتا من لورين، تزوجت في 1600  من ابن عمتها فرديناند، أرشيدوق النمسا الداخلية (لاحقاً:إمبراطور روماني مقدس).

## الذرية
أنجبت ماريا آنا سبعة أبناء:-
- الأرشيدوقة كريستين (25 مايو - 21/12 يونيو 1601).
- الأرشيدوق كارل (25 مايو 1603).
- الأرشيدوق يوهان كارل (1 نوفمبر 1605 - 28 ديسمبر 1619).
- فرديناند الثالث (13 يوليو 1608 - 2 أبريل 1657)؛ إمبراطور الروماني المقدس وملك المجر وكرواتيا وبوهيميا.
- الأرشيدوقة ماريا آنا (13 يناير 1610 - 25 سبتمبر 1665)؛ تزوجت من خالها ماكسيمليان الأول ناخب بافاريا، لهم ذرية.
- الأرشيدوقة سيسيليا ريناتا (16 يوليو 1611 - 24 مارس 1644)؛ تزوجت من ابن عمتها فواديسواف الرابع ملك بولندا، لهم أبناء توفوا صغار.
- الأرشيدوق ليوبولد فيلهلم (6 يناير 1614 - 20 نوفمبر 1666)؛ حاكم هولندا الإسبانية، وكذلك السيد الأكبر لفرسان التيوتون.